# Peralejos
Peralejos (aragónul Peralellos) település Spanyolországban, Teruel tartományban. Peralejos Alfambra, Escorihuela, El Pobo, Cedrillas, Corbalán, Cuevas Labradas és Teruel községekkel határos. Lakosainak száma 89 fő (2024).

## Népesség
A település népessége az utóbbi években az alábbiak szerint változott:
| Lakosok száma | 88   | 85   | 93   | 79   | 83   | 85   | 87   | 79   | 85   | 89   |
|               | 2001 | 2004 | 2007 | 2009 | 2012 | 2014 | 2017 | 2019 | 2022 | 2024 |